# Jeppe Huldahl
Jeppe Huldahl  (født 2. juli 1982 i Holstebro) er en tidligere dansk professionel golfspiller og nuværende golftræner, der tidligere har spillet på PGA Europa Tour og European Challenge Tour. Han vandt sin første sejr på touren 7. juni 2009 i The Celtic Manor Welsh Open.
Huldahl blev professionel i 2003 og kvalificerede sig til det følgende års Europa Tour. Resultaterne her var dog ikke så gode – bedste resultat var en 40. plads, og han måtte rykke ned til Challenge Tour, hvor han spillede en række turneringer og blandt andet vandt Lexus Open i Norge i 2008, indtil han rykkede op på Europa Tour igen i 2009. Denne gang gik det betydeligt bedre, og inden det store gennembrud med sejren i Welsh Open havde han blandt andet opnået en 12. plads i Indonesia Open og spillet ca. 280.000 kr. ind i præmiepenge, et beløb, der blev næsten tidoblet med sejren Welsh Open og en gevinst på 2,6 millioner kr. Samtidig sikrede han sig fortsat deltagelse på Europa Tour i yderligere to sæsoner.
Han deltog i marts 2020 på ECCO touren, hvor han vandt ECCO Tour Spanish Masters og PGA Catalunya Resort Championship.[kilde mangler]

## Senere karriere
Jeppe Huldahl er i dag ansat på tv-kanalen C More Golf, hvor han blandt andet fungerer som ekspertkommentator. 
Jeppe Huldahl fungerer fra sæson 2024 som PRO i Ishøj Golfklub.